# Університет іноземних мов Ханґук
Університет іноземних мов Ханґук (кор.  한국 외국어 대학교 ,  韩国 外国语 大 学校, англ. Hankuk University of Foreign Studies, скорочено: HUFS) — приватний університет в Південній Кореї. За рейтингом університетів JoongAng Daily University Rankings 2016, посідає 10 місце в загальному рейтингу університетів Південної Кореї, 9 місце серед гуманітарних університетів, та 2 місце за кількістю міжнародних публікацій серед корейських ВНЗ.

## Місцезнаходження
Університет має два кампуси: сеульський в районі Тондемунгу в Сеулі, а також „глобальний“ — у місті Йон'ін (провінція Кенгідо).

## Логотип і девіз
Логотипом університету є планета Земля бірюзового кольору. Бірюзовий колір уособлює майбутнє, життя, прогрес, надію. Лінії широти і довготи Землі відображають головну мету університету —  глобалізацію. Земля знаходиться в колі, яке є літерою  корейського алфавіту — «ㅇ». Над Землею в колі зображено літеру «ㄷ». Ці дві літери, «ㅇ» і «ㄷ» є заголовними у назві університету — «외국어 대학교» («Університет іноземних Мов»).
Девіз університету: «Істина, мир, творення» (кор. «진리, 평화, 창조»).

## Історія

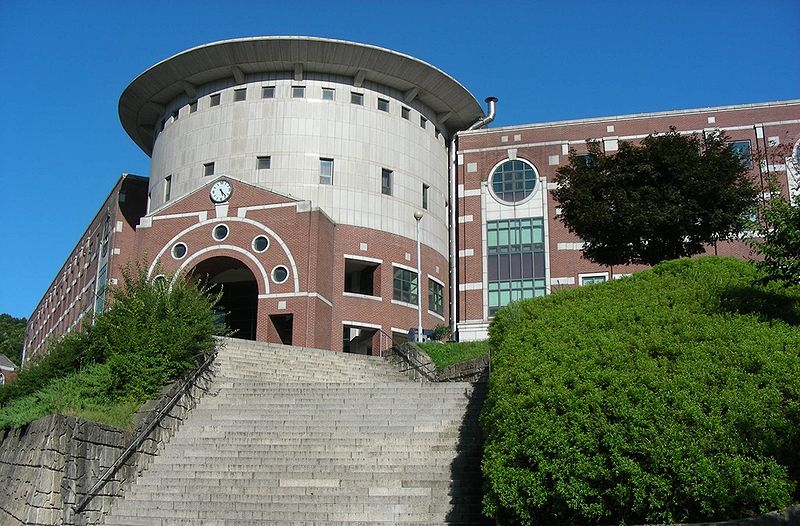
Бібліотека в кампусі м. Йон'ін

Засновник університету — доктор Кім Хін Бе (кор. 김흥배) заснував Асоціацію вченні мобілізації, отримавши дозвіл від відділу освіти в грудні 1952 року. У січні 1954 року він отримав дозвіл на заснування Університету іноземних мов Ханґук й запросив професора Ан Хо Сама (кор. 안호삼) на посаду декана, а 20 квітня того ж року відбулося відкриття університету в будівлі Енбо, який перебував в районі Чонногу в Сеулі. У теперішнє місце в районі Тондемунгу університет переїхав в 1957 році.
На початку було відкрито факультети  англійської,  французької,  китайської,  німецької,  російської мов, пізніше були відкриті факультети інших західних мов. Окрім мов студенти вивчають й інші предмети, серед яких: геополітика, економіка, соціологія і культура інших держав.
6 квітня 1961 року було створено аспірантуру.
6 грудня 1967 року засновані економічний та юридичний факультети.
22 вересня 1979 року була відкрита філія університету в м. Йон'ін.
В 1980 році уряд підвищив статус закладу з коледжу іноземних мов до повноцінного університету. 
За підтримки уряду в університеті була створена аспірантура міжнародних досліджень, яка провела перший набір в 1997 році. 
3 березня 2005 року відбулося відкриття Академії іноземних мов Ханґук. 
З 2009 року в університеті працює факультет українознавства.
На сьогоднішній день в університеті викладаються 45 іноземних мов, що є третім у світі показником за кількістю іноземних мов, які вивчаються в одному університеті, після  французького ІНАЛКО (93 мови) та російського МГІМО (53 мови) .
Третій кампус будується в м. Інчхон.

## Міжнародні зв'язки
Університет має угоди про міжнародний обмін з 200 університетами з 64 держав. 

## Структура

### Мовні відділення
| - Мовні відділення, розташовані в кампусі у Сеулі - Нідерландська мова - Шведська мова, Данська мова, Норвезька мова - В'єтнамська мова - Турецька мова, Азербайджанська мова - Перська мова - Монгольська мова - Корейська мова для іноземців | - Мовні відділення в кампусі Йон'ін - Польська мова - Румунська мова - Чеська мова, Словацька мова - Угорська мова - Сербська мова, Хорватська мова - Українська мова - Грецька мова, Болгарська мова - Казахська мова, Узбецька мова - Зулу, Хауса, Суахілі |

- Мовні відділення, що розташовані в обидвох кампусах
  - Англійська мова
  - Японська мова
  - Китайська мова
  - Французька мова
  - Німецька мова
  - Російська мова
  - Іспанська мова
  - Італійська мова
  - Португальська мова, бразильський варіант португальської
  - Малайська мова, Індонезійська мова
  - Арабська мова
  - Тайська мова
  - Гінді

### Інші відділення
- Кампус в Сеулі:
  - Міжнародні студії
  - Соціальні науки
  - Право
  - Педагогіка
  - Економіка
- Кампус Йон'ін:
  - Гуманітарні науки
  - Економіка
  - Природничі науки
  - Інформатика й промислові технології